# Klubowy Puchar Europy kobiet w szachach (2001)
2001 – szósty sezon Klubowego Pucharu Europy kobiet w szachach. Rozgrywki odbyły się w Belgradzie w dniach 16–22 czerwca 2001 roku. Tytuł obronił jugosłowiański Agrouniverzal Zemun.

## Format rozgrywek
Turniej odbywał się systemem szwajcarskim na dystansie siedmiu rund. W przypadku identycznej liczby punktów decydowała łączna liczba punktów uzyskanych przez zawodniczki, a przy dalszej równości – system Buchholza.

## Uczestnicy
W nawiasie podano średni ranking Elo. Źródło: OlimpBase
- Slavija Sarajewo (2038)
- Agrouniverzal Zemun (2440)
- BAS Belgrad (2369)
- Goša Smederevska Palanka (2217)
- Rad Belgrad (2142)
- Petersburg Lentransgaz (2339)
- Sziszmaty Czelabińsk (2365)
- AEM Luxten Timișoara (2376)
- RAT Bukareszt (2305)
- ŠK Nova Gorica (2255)

## Rozgrywki

### Runda 1
Źródło: OlimpBase
16 czerwca 2001
| RAT Bukareszt – Agrouniverzal Zemun 1:3         |
| AEM Luxten Timișoara – ŠK Nova Gorica 2½:1½     |
| Goša Smederevska Palanka – BAS Belgrad 1:3      |
| Sziszmaty Czelabińsk – Rad Belgrad 3½:½         |
| Slavija Sarajewo – Petersburg Lentransgaz 1½:2½ |

### Runda 2
Źródło: OlimpBase
17 czerwca 2001
| Agrouniverzal Zemun – Sziszmaty Czelabińsk 2½:1½ |
| BAS Belgrad – AEM Luxten Timișoara 1:3           |
| Petersburg Lentransgaz – RAT Bukareszt 3:1       |
| ŠK Nova Gorica – Slavija Sarajewo 2½:1½          |
| Rad Belgrad – Goša Smederevska Palanka 0:4       |

### Runda 3
Źródło: OlimpBase
18 czerwca 2001
| AEM Luxten Timișoara – Petersburg Lentransgaz 2:2  |
| Goša Smederevska Palanka – Agrouniverzal Zemun 0:4 |
| Sziszmaty Czelabińsk – BAS Belgrad 2:2             |
| RAT Bukareszt – ŠK Nova Gorica 2:2                 |
| Slavija Sarajewo – Rad Belgrad 2½:1½               |

### Runda 4
Źródło: OlimpBase
19 czerwca 2001
| Agrouniverzal Zemun – AEM Luxten Timișoara 2:2    |
| Petersburg Lentransgaz – BAS Belgrad ½:3½         |
| ŠK Nova Gorica – Sziszmaty Czelabińsk 1:3         |
| Slavija Sarajewo – Goša Smederevska Palanka 1½:2½ |
| Rad Belgrad – RAT Bukareszt ½:3½                  |

### Runda 5
Źródło: OlimpBase
20 czerwca 2001
| BAS Belgrad – Agrouniverzal Zemun 2:2                  |
| AEM Luxten Timișoara – Sziszmaty Czelabińsk 1½:2½      |
| Goša Smederevska Palanka – Petersburg Lentransgaz ½:3½ |
| RAT Bukareszt – Slavija Sarajewo 3:1                   |
| Rad Belgrad – ŠK Nova Gorica ½:3½                      |

### Runda 6
Źródło: OlimpBase
21 czerwca 2001
| Agrouniverzal Zemun – Petersburg Lentransgaz 2:2 |
| Sziszmaty Czelabińsk – RAT Bukareszt 3½:½        |
| BAS Belgrad – Slavija Sarajewo 2½:1½             |
| AEM Luxten Timișoara – Rad Belgrad 4:0           |
| ŠK Nova Gorica – Goša Smederevska Palanka 2½:1½  |

### Runda 7
Źródło: OlimpBase
22 czerwca 2001
| Petersburg Lentransgaz – Sziszmaty Czelabińsk 2½:1½ |
| ŠK Nova Gorica – Agrouniverzal Zemun 1:3            |
| Slavija Sarajewo – AEM Luxten Timișoara ½:3½        |
| Rad Belgrad – BAS Belgrad ½:3½                      |
| RAT Bukareszt – Goša Smederevska Palanka 3:1        |

## Klasyfikacja
Źródło: OlimpBase
| Msc | Zespół                   | M | W | R | P | Pkt |
| --- | ------------------------ | - | - | - | - | --- |
| 1   | Agrouniverzal Zemun      | 7 | 4 | 3 | 0 | 11  |
| 2   | AEM Luxten Timișoara     | 7 | 4 | 2 | 1 | 10  |
| 3   | BAS Belgrad              | 7 | 4 | 2 | 1 | 10  |
| 4   | Petersburg Lentransgaz   | 7 | 4 | 2 | 1 | 10  |
| 5   | Sziszmaty Czelabińsk     | 7 | 4 | 1 | 2 | 9   |
| 6   | ŠK Nova Gorica           | 7 | 3 | 1 | 3 | 7   |
| 7   | RAT Bukareszt            | 7 | 3 | 1 | 3 | 7   |
| 8   | Goša Smederevska Palanka | 7 | 2 | 0 | 5 | 4   |
| 9   | Slavija Sarajewo         | 7 | 1 | 0 | 6 | 2   |
| 10  | Rad Belgrad              | 7 | 0 | 0 | 7 | 0   |